# Poljanska Huta
Poljanska Huta, ukrajinsky Полянська Гута, maďarsky Mezőhuta, je část obce Turja Poljana v Turie-Remetské územní komunitě (hromadě), v okrese Užhorod, v Zakarpatské oblasti Ukrajiny. V roce 2001 zde žilo 456 obyvatel.

## Historie
Do uzavření Trianonské smlouvy byla ves součástí Uherska, poté byla součástí Československa. Od roku 1945 byla součástí Ukrajinské sovětské socialistické republiky, která byla součástí SSSR. Od roku 1991 je součástí nezávislé Ukrajiny.